# Gatka (województwo świętokrzyskie)
Gatka – osada leśna, położona w województwie świętokrzyskim, w powiecie koneckim, w gminie Ruda Maleniecka.